# 98. østlige længdekreds
Den 98. østlige længdekreds (eller 98 grader østlig længde) er en længdekreds, der ligger 98 grader øst for nulmeridianen. Den løber gennem Ishavet, Asien, det Indiske Ocean, det Sydlige Ishav og Antarktis.